# Aleksandr Jurczenko
Aleksandr Pietrowicz Jurczenko (ros. Александр Петрович Юрченко; ur. 30 lipca 1992) – rosyjski lekkoatleta specjalizujący się w trójskoku.
W 2009 zdobył brązowy medal mistrzostw świata juniorów młodszych oraz wygrał festiwal młodzieży Europy i gimnazjadę. Rosjanin jest mistrzem Europy juniorów z 2011 roku.
Rekordy życiowe: stadion – 16,76 (15 lipca 2017, Jerino); hala – 17,12 (3 sierpnia 2018, Moskwa).

## Osiągnięcia
| Rok  | Impreza                                    | Miejsce          | Lokata     | Wynik |
| ---- | ------------------------------------------ | ---------------- | ---------- | ----- |
| 2009 | Mistrzostwa świata juniorów młodszych      | Tyrol Południowy | 3. miejsce | 15,66 |
| 2009 | Letni olimpijski festiwal młodzieży Europy | Tampere          | 1. miejsce | 15,30 |
| 2009 | Gimnazjada                                 | Doha             | 1. miejsce | 16,11 |
| 2011 | Mistrzostwa Europy juniorów                | Tallinn          | 1. miejsce | 16,31 |
| 2013 | Młodzieżowe mistrzostwa Europy             | Tampere          | 5. miejsce | 16,33 |